# Waldfriedhof Kleinmachnow

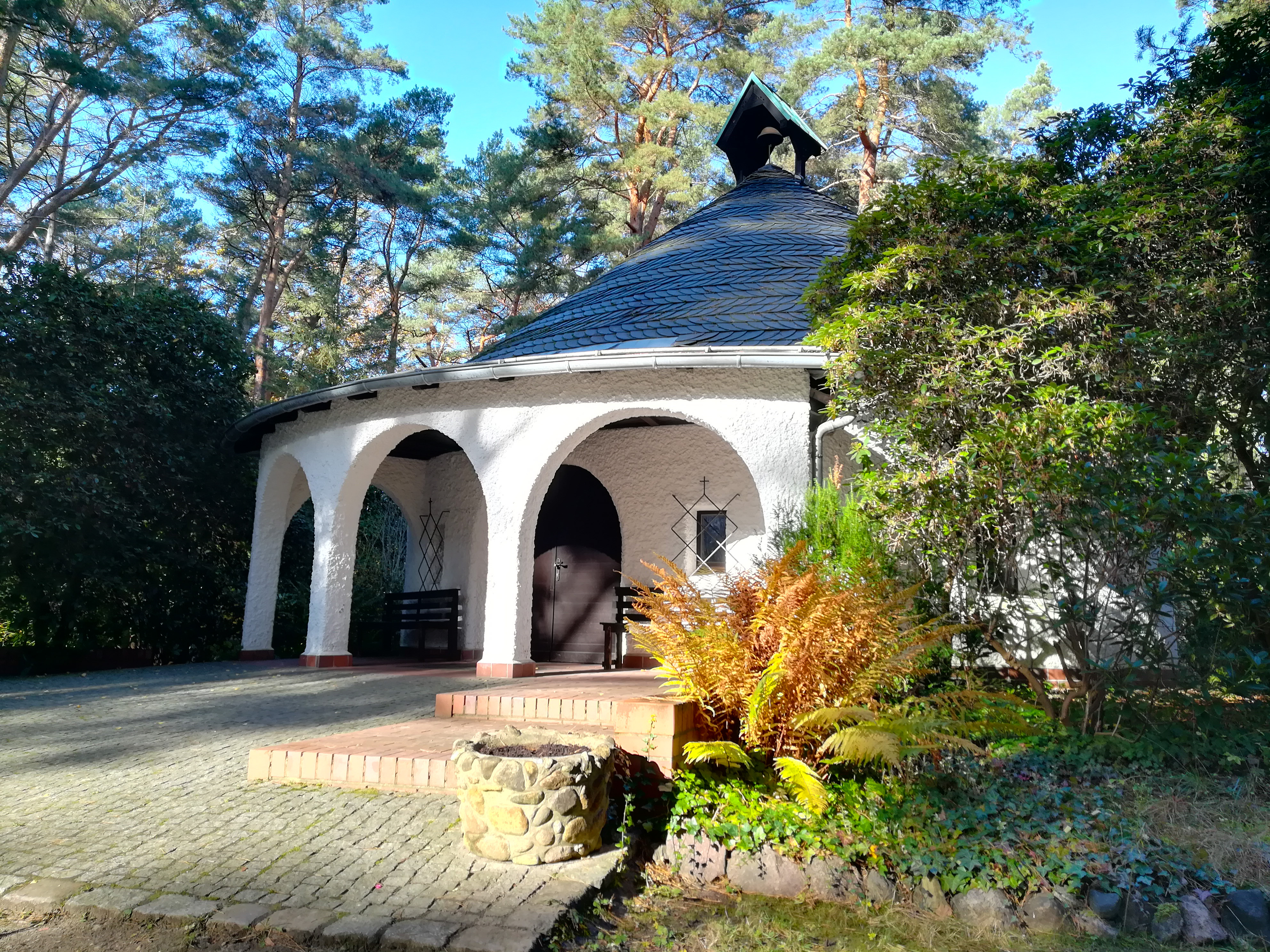
Friedhofskapelle

Der Waldfriedhof Kleinmachnow ist ein evangelischer Friedhof in Kleinmachnow im Land Brandenburg. Er liegt am Steinweg 1 nahe der Grenze zum Berliner Ortsteil Nikolassee.

## Geschichte und Beschreibung
Der Friedhof wurde 1934 eröffnet und umfasst eine Fläche von 6,5 ha. Er hat einen reichhaltigen Bestand an märkischen Kiefern und Rhododendren sowie ein reichhaltiges Vogelvorkommen. Den Mittelpunkt der Anlage bildet die 1938 nach Plänen des Architekten Erich Dieckmann erbaute Friedhofskapelle. Sie besteht aus einem runden Gemeinderaum und einem quaderförmigen Anbau für Apsis und Nebenräume. Ein schmaler Sockel aus roten Sichtziegeln, weiß gestrichene Flächen in grobem Strukturputz sowie ein schiefergedecktes Dach bilden die Oberflächen des Bauwerks. Die Kapelle gilt als bemerkenswertes Beispiel der Sakralarchitektur der 1930er Jahre im Land Brandenburg und steht seit 2009 unter Denkmalschutz.
Auf dem Waldfriedhof Kleinmachnow befinden sich 204 Kriegsgräber mit einem zentralen Hochkreuz, einem Gedenkstein für KZ-Opfer und einem sowjetischen Panzerdenkmal.

## Bestattete Persönlichkeiten
- Adolf Reinecke (1861–1940), Publizist
- Maximilian Rogge (1866–1940), Vizeadmiral im Reichsmarineamt
- Emil Karow (1871–1954), Theologe
- Helene Fehdmer (1872–1939), Schauspielerin
- Friedrich Kayssler (1874–1945), Schauspieler
- Wilhelm Koepp (1885–1965), Theologe und Hochschullehrer
- Walther Wever (1887–1936), Generalleutnant der Luftwaffe
- Otto Maerker (1891–1967), Bildhauer
- Fritz Rücker (1892–1974), Politiker (SED)
- Johannes Arpe (1897–1962), Schauspieler
- Johannes Reinhold (1897–1971), Gemüsebauwissenschaftler
- Friedo Lampe (1899–1945), Schriftsteller
- Walter Elliger (1903–1985), Kirchenhistoriker
- Joachim-Dieter Bloch (1906–1945), Jurist
- Karl-Erich Koch (1910–2000), Maler und Grafiker
- Agnes Kraus (1911–1995), Schauspielerin
- Walter Janka (1914–1994), Verleger
- Fred Wander (1917–2006), Schriftsteller
- Sibylle Boden-Gerstner (1920–2016), Modejournalistin
- Marianne Lange-Weinert (1921–2005), Übersetzerin und Autorin
- Irene Korb (1923–1978), Schauspielerin
- Wolfgang Luderer (1924–1995), Regisseur
- Hans-Georg Fritzsche (1926–1986), Theologe und Hochschullehrer
- Dieter Mehlhardt (1927–1988), Buchhändler und Regionalhistoriker
- Gerhard Bengsch (1928–2004), Schriftsteller
- Hubert Faensen (1928–2019), Verleger
- Karla Runkehl (1930–1986), Schauspielerin
- Maxie Wander (1933–1977), Schriftstellerin
- Georg Harig (1935–1989), Medizinhistoriker
- Rolf Kersten (1935–1986), Politiker (SED)
- Norbert Niehues (1935–2017), Bundesrichter
- Werner Väth (1945–2012), Politikwissenschaftler und Hochschullehrer
- Ludwig Burkardt (1946–2015), Politiker (CDU)

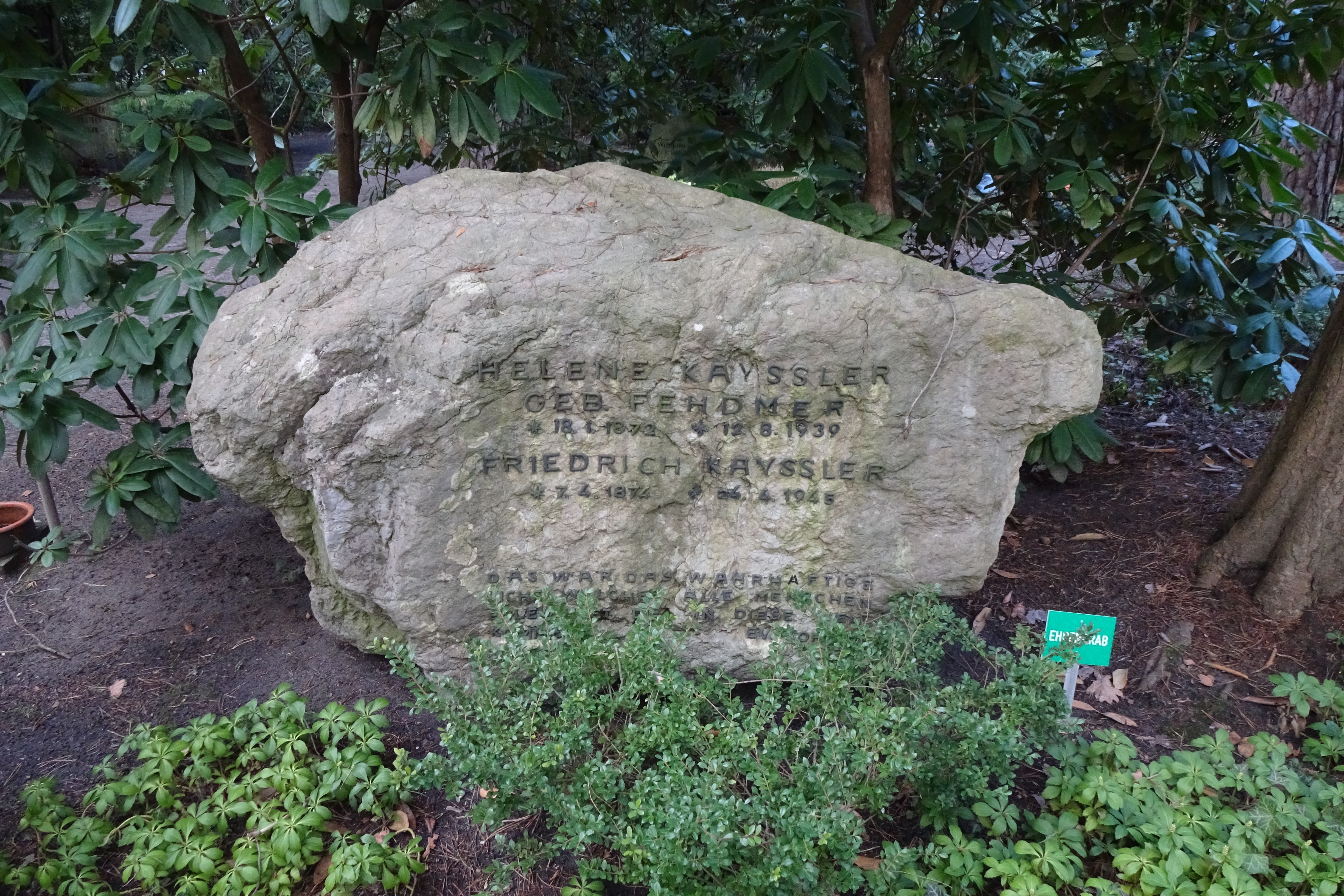
Helene Fehdmer und Friedrich Kayssler
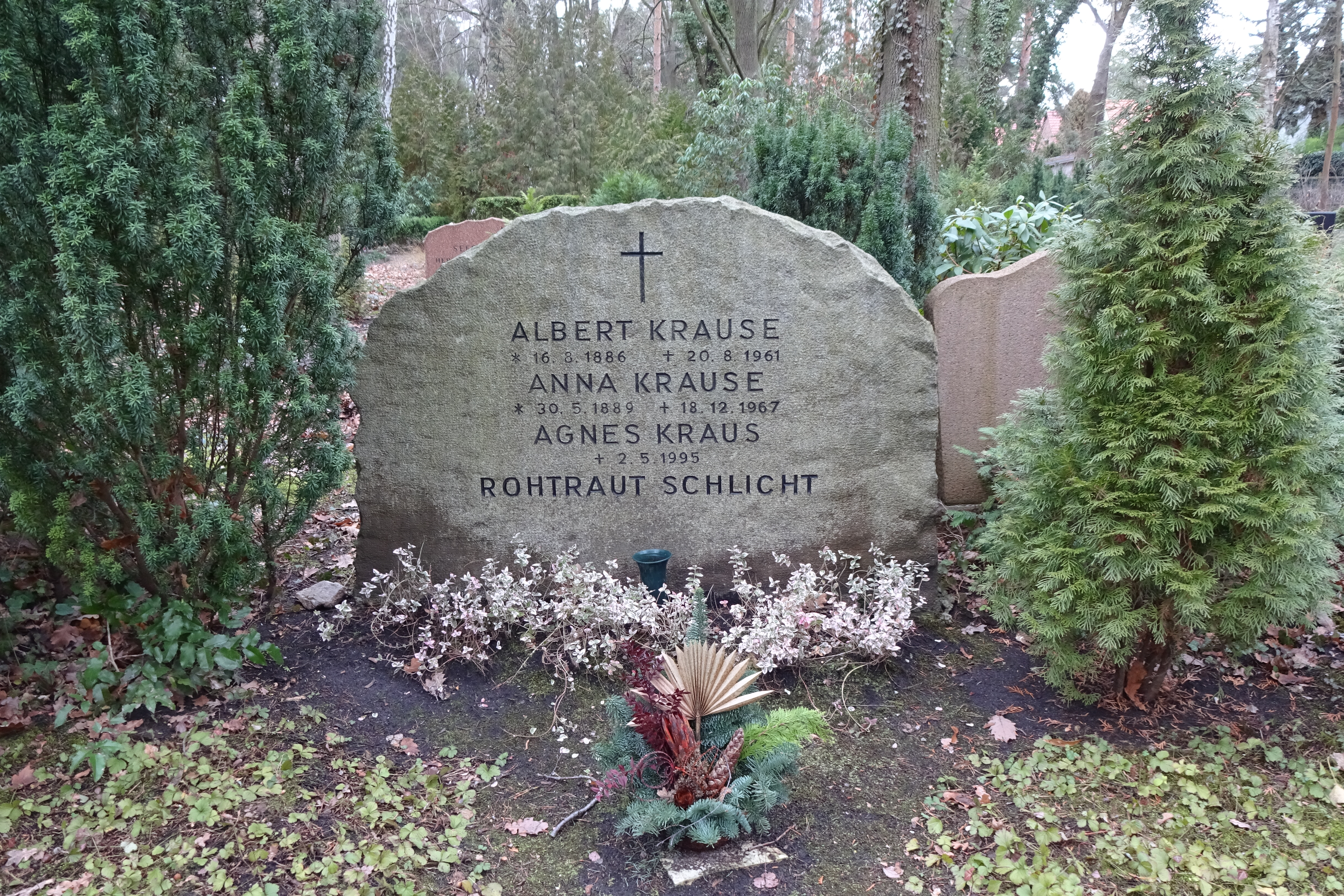
Agnes Kraus
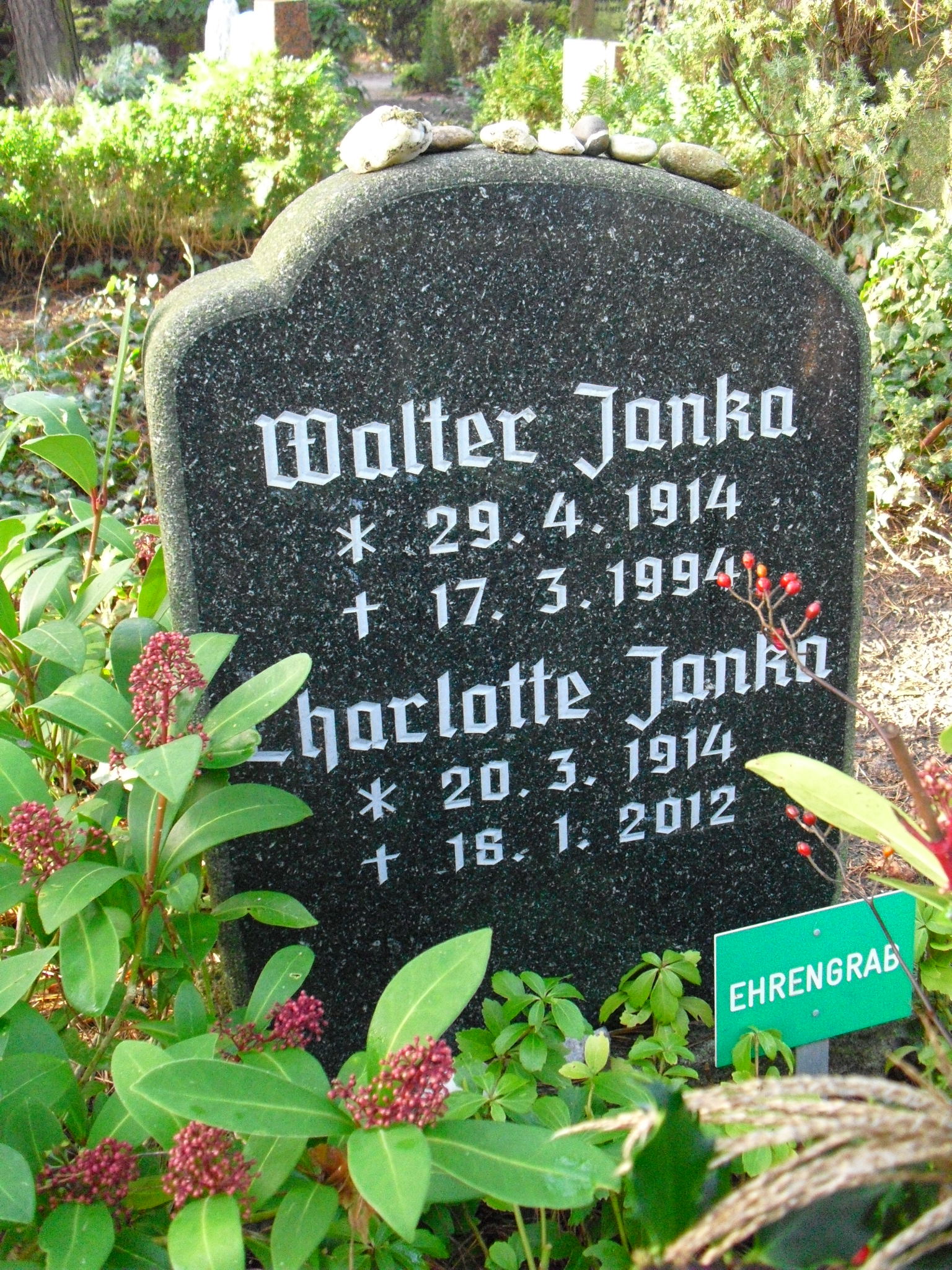
Walter Janka
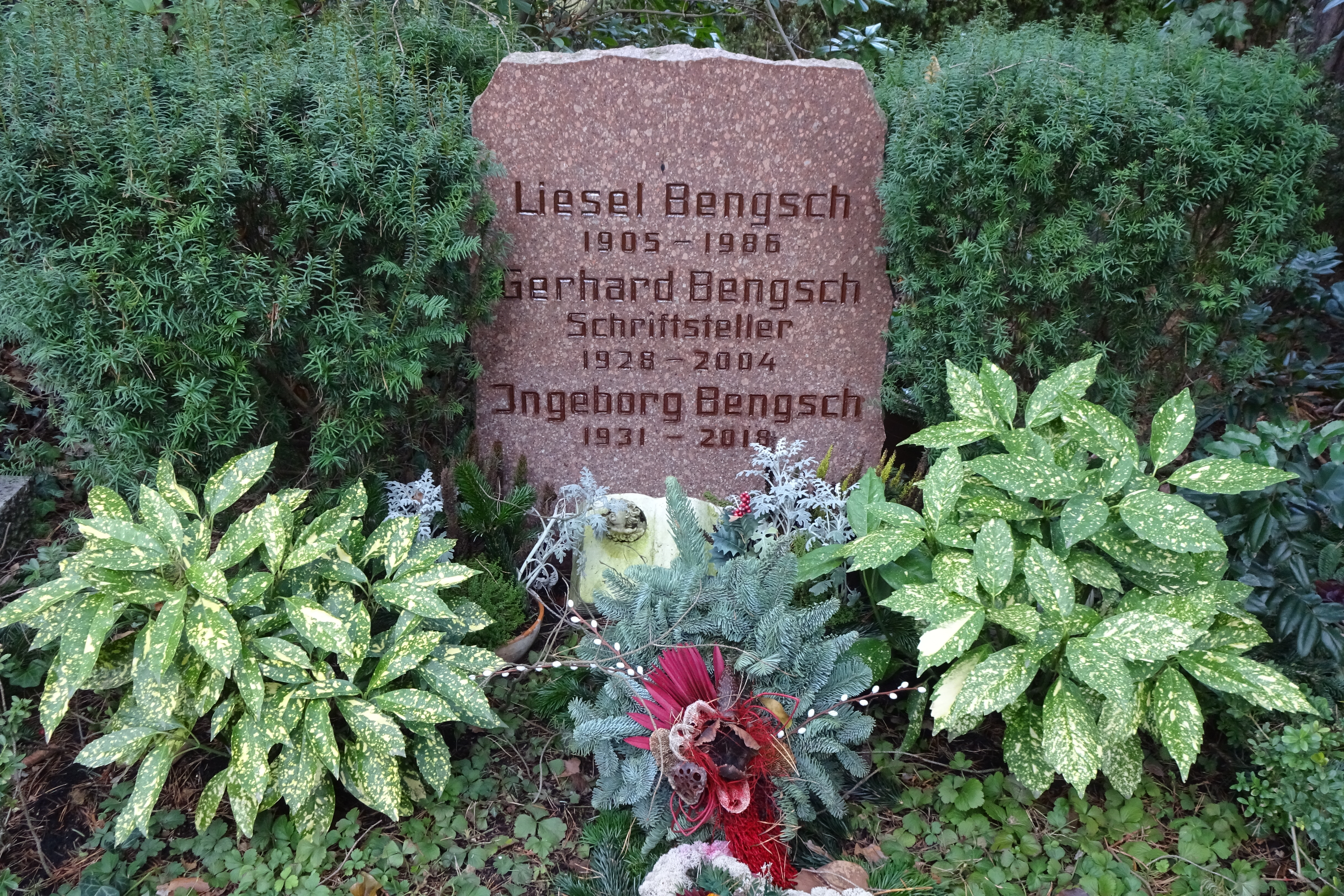
Gerhard Bengsch
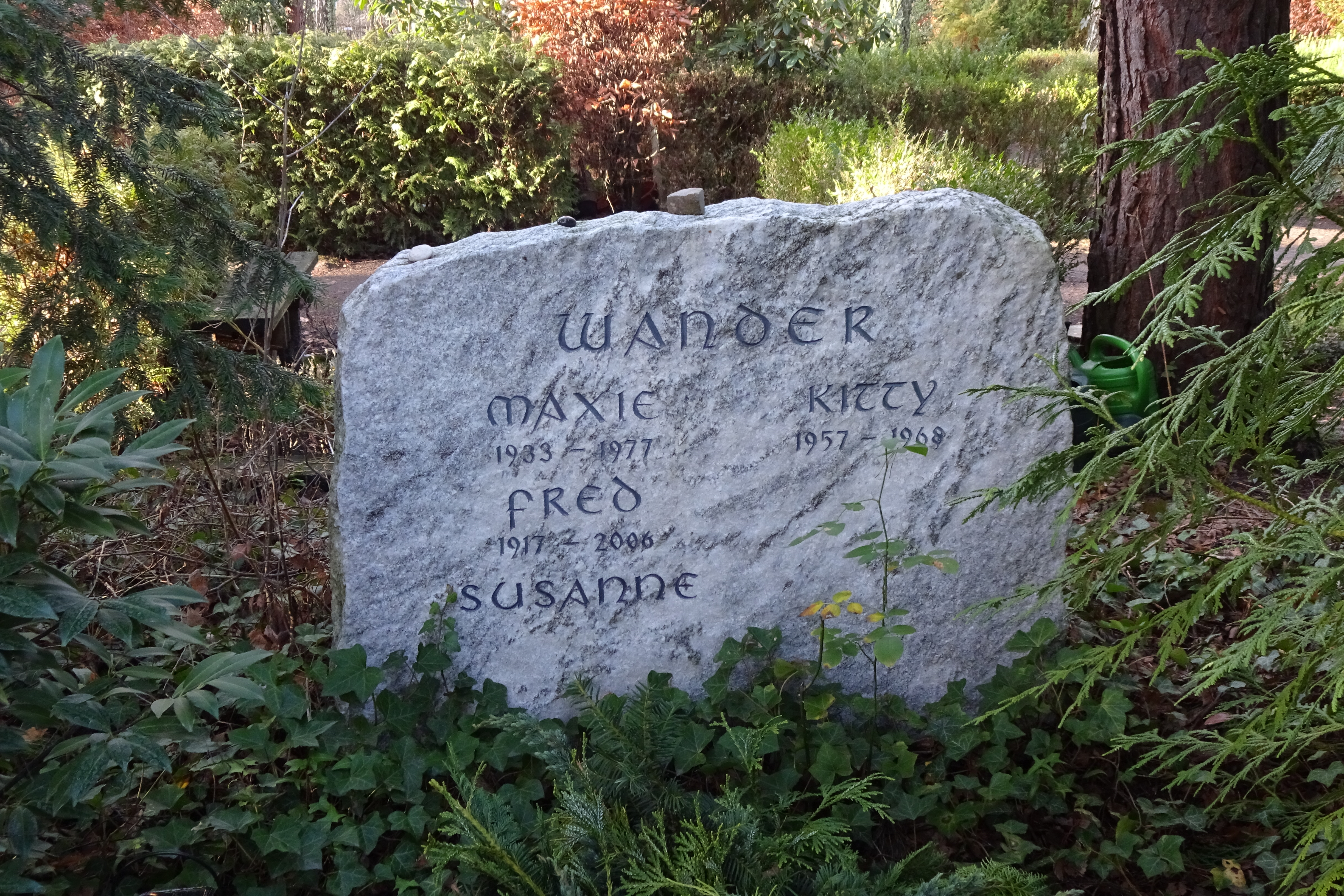
Maxie und Fred Wander